# عزلة الطاهرية (البيضاء)

تعديل مصدري - تعديل

عزلة الطاهرية هي إحدى عزل مديرية السوادية في محافظة البيضاء اليمنية ويبلغ تعداد سكانها 3618 نسمة حسب التعداد السكاني في اليمن لعام 2004.

## روابط خارجية
- الجهاز المركزي للإحصاء بالجمهورية اليمنية
- المركز الوطني للمعلومات باليمن
- World Gazetteer:Yemen
- الدليل الشامل